# Vuomajaure (Jukkasjärvi socken, Lappland, 759299-167978)
Vuomajaure är en sjö i Kiruna kommun i Lappland och ingår i Torneälvens huvudavrinningsområde. Sjön har en area på 0,184 kvadratkilometer och ligger 561,9 meter över havet.

## Delavrinningsområde
Vuomajaure ingår i det delavrinningsområde (759081-167549) som SMHI kallar för Ovan Vuoskojåkka. Medelhöjden är 601 meter över havet och ytan är 68,17 kvadratkilometer. Räknas de 10 avrinningsområdena uppströms in blir den ackumulerade arean 259,38 kvadratkilometer. Rakisätno som avvattnar avrinningsområdet har biflödesordning 2, vilket innebär att vattnet flödar genom totalt 2 vattendrag innan det når havet efter 468 kilometer. Avrinningsområdet består mestadels av skog (53 procent) och kalfjäll (44 procent). Avrinningsområdet har 1,48 kvadratkilometer vattenytor vilket ger det en sjöprocent på 2,2 procent.